# Great Wall Cowry
Great Wall Cowry — мінівен від компанії Great Wall.
Авто укомлектоване чотирьохциліндровим двохлітровим бензиновим мотором. Авто вперше показано на автошоу в Шанхаї. Очікується, що вартість серійної версії цього авто в Китаї становитиме від $15 500 до $19 400. Інформація про продажі авто в Європі відсутня.